# Electronic Entertainment Expo 2001
L’Electronic Entertainment Expo 2001, communément appelé E3 2001, est la 7e édition de ce salon consacré exclusivement aux jeux vidéo. Il s'est tenu du 17 au 19 mai au Los Angeles Convention Center à Los Angeles.
Cette édition a été notamment marquée par les présentations successives de la GameCube et de la Xbox, ainsi que par l'annonce des dates de sortie et prix de chacune de ces consoles.
Ce fut le dernier E3 à présenter des jeux pour la console Nintendo 64.

## Liste des nommés
Best of Show
- Nintendo GameCube

Meilleur jeu original
- Majestic

Meilleur jeu PC
- Star Wars Galaxies

Meilleur jeu console
- Metal Gear Solid 2: Sons of Liberty

Meilleur matériel PC
- nVidia Geforce 3

Meilleur matériel console
- Nintendo GameCube

Meilleur jeu d'action
- Star Wars: Rogue Squadron II - Rogue Leader

Meilleur jeu d'action/aventure
- Metal Gear Solid 2: Sons of Liberty

Meilleur jeu de combat
- Super Smash Bros. Melee

Meilleur jeu de rôle
- Neverwinter Nights

Meilleur jeu de course
- Gran Turismo 3: A-Spec

Meilleur jeu de simulation
- The Sims Online

Meilleur jeu de sport
- Tony Hawk's Pro Skater 3

Meilleur jeu de stratégie
- Age of Mythology

Meilleur jeu de puzzle
- Pikmin

Meilleur jeu multijoueur en ligne
- Star Wars Galaxies

Mention spéciale pour la Bande-son
- Medal of Honor : Débarquement allié